# مونديكورت
مونديكورت (بالفرنسية: Mondicourt)‏ هي بلدية تقع في إقليم باد كاليه من منطقة نور با دو كاليه في شمال فرنسا. تبلغ مساحة هذه المدينة 5.06 (كم²)، وترتفع عن سطح البحر 162 م، يبلغ عدد سكانها 670 نسمة حسب إحصاء المعهد الوطني للإحصاء والدراسات الاقتصادية سنة 2009 م. وترأس Roland Ladan البلدية خلال فترة (2008-2014).